# Oxyagrion bruchi
Oxyagrion bruchi är en trollsländeart som beskrevs av Luisa Eugenia Navas 1924. Oxyagrion bruchi ingår i släktet Oxyagrion och familjen dammflicksländor. IUCN kategoriserar arten globalt som livskraftig. Inga underarter finns listade i Catalogue of Life.